# ليو نواك
ليو نواك (بالألمانية: Leo Nowak)‏ هو كاهن كاثوليكي ألماني، ولد في 1929 في ماغديبورغ في ألمانيا.